# Metamatemática
La metamatemática es el estudio matemático de los fundamentos de las matemáticas que surge como disciplina en el siglo XIX.[cita requerida] Pretende una visión de conjunto, panóptica, pero rigurosa de las matemáticas, utilizando sus propios métodos y modelos. Los esfuerzos metamatemáticos, sin embargo, se han difundido principalmente a través de la formulación de conocidas paradojas que resaltan anomalías, incoherencias o contradicciones de las teorías matemáticas más conocidas.[cita requerida]

## Contexto histórico del concepto
Históricamente, la necesidad de diferenciar los teoremas matemáticos propiamente tales de las metateorías y metateoremas (postulados en forma de teorías y teoremas, pero referidos a las propias matemáticas) surge en el contexto de lo que se conoció como la «crisis de los fundamentos» de fines del siglo XIX e inicios del siglo XX.[cita requerida] En este marco se inscriben la conocida paradoja de Russell, que hace aparecer en primer plano las anomalías de la primera teoría de conjuntos de Georg Cantor y Gottlob Frege, poniendo de manifiesto sus contradicciones, y la paradoja de Richard, una antinomia semántica del lenguaje natural en relación con la teoría de conjuntos, que pretende demostrar contradicciones respecto de la numerabilidad del conjunto de los números reales (en el teorema de Cantor). 

### La paradoja de Richard
Esta última paradoja está fuertemente relacionada con el desarrollo del concepto de «metamatemática» y se publicó originalmente en 1905 en el ensayo Les Principes des mathématiques et le problème des ensembles. También se reprodujo, junto a otras seis paradojas, en los Principia Mathematica de Alfred North Whitehead y Bertrand Russell. Gödel también se refirió más tarde a ella, señalando que su teorema de la indecidibilidad era un análogo a la paradoja de Richard. 
La construcción de la paradoja de Richard utiliza la primera versión del procedimiento de diagonalización de Cantor para construir un número definido como finito que no pertenezca al conjunto de todos los números definidos finitos.
Todas las definiciones finitas, y con ellas todos los números decimales finitamente definidos, forman un conjunto numerable. Estas definiciones pueden ordenarse lexicográficamente y cifrarse los números decimales definidos en una lista. En esta lista, la n-ésina cifra p del n-ésimo número decimal se reemplaza por la cifra p + 1 cuando p no es igual a 8 o a 9; en caso contrario se le reemplaza por la cifra 1. Escritas en secuencia, las cifras reemplazadas forman un número decimal.
Este número decimal no se contiene en la lista original, ya que se diferencia de cada elemento de la lista en al menos una posición, en efecto, del n-ésimo número decimal en la n-ésima posición. Sin embargo, ha sido definida por medio del párrafo anterior empleando un número finito de palabras, por lo que pertenece al conjunto de todos los números decimales finitamente definibles.

### La demostración de Zermelo
Apenas un año antes, en 1904, Zermelo había publicado además una demostración, que generaba entre los matemáticos de la época una fuerte polémica.  Si bien ya mucho antes de Zermelo se habían descubierto ciertas paradojas en la teoría de conjuntos, todo se podía atribuir a un uso lato, no estricto y no axiomático del concepto de conjunto. Pero en el caso de la polémica desatada en torno a Zermelo se trataba ya de una demostración matemática, aceptada por algunos matemáticos y rechazada por otros.  Apoyándose en el Axioma de elección, Zermelo publica una demostración para sostener que «todo conjunto E puede ser provisto de un buen orden». Poincaré fue uno de los connotados detractores de este axioma. Finalmente, requirió de una nueva demostración, en 1908 para luego,  una década más tarde,  establecerse como un sistema axiomático más consistente y de mayor aceptación, lo que hoy se denomina axiomas de Zermelo-Fraenkel.

### La exigencia de Hilbert, su programa y los teoremas de incompletitud de Gödel
En el año 1920 el matemático David Hilbert presentó la exigencia de establecer la matemática sobre la base de un sistema axiomático completo y libre de contradicciones. Este afán se conoce como el programa de Hilbert. Para el análisis de los fundamentos de la matemática con métodos matemáticos acuñó el término de «metamatemática» (análogamente al de metafísica).
El programa de Hilbert parecía fracasar considerando que el teorema de incompletitud de Gödel demostraba que no existe un sistema de axiomas que responda a las exigencias de Hilbert. En particular, no es posible desarrollar un sistema formal en el cual todas las expresiones verdaderas puedan también ser demostradas.
Tras las demostraciones acerca de la libertad de contradicciones para una parte de la aritmética realizadas por Leopold Löwenheim, Albert Thoralf Skolem, Jacques Herbrand y Mojżesz Presburger, Gerhard Gentzen arribó a una demostración sobre la libertad de contradicciones para el primer orden de la aritmética de Peano, para la que, sin embargo, utilizó la así llamada inducción transfinita. Pero todas estas demostraciones tienen en común que - en concordancia con el teorema de incompletitud de Gödel - ninguna se pudo realizar dentro de la aritmética misma.
Acerca de los conjuntos decidibles, Alonzo Church obtuvo resultados importantes, logrando demostrar la indecidibilidad de la lógica de predicados en todos los órdenes. El concepto de recursividad en este contexto es equivalente al de computabilidad y decidibilidad.
Paul Lorenzen desarrolló en 1951 una demostración libre de contradicciones para la teoría de tipos ramificada. Esta demostración provee la libertad de contradicción para partes del análisis clásico. En su libro Metamathematik, publicado en 1962, concibe la metamatemática como una «matemática de las metateorías», donde una metateoría constituye una teoría (constructiva o axiomática) acerca de teorías axiomáticas. 
A través del uso de la regla-{\displaystyle \omega } (inducción infinita) se obtiene un semiformalismo completo (K. Schütte) de la aritmética y con ello una demostración libre de contradicciones de la matemática constructiva mediante la incorporación del teorema fundamental de Gentzen.